# Ulrike Jureit
Ulrike Jureit (* 1964 in Kiel) ist eine deutsche Neuzeithistorikerin.

## Wissenschaftliche Laufbahn
Ulrike Jureit studierte von 1983 bis 1989 Geschichte, Theologie und Sozialpädagogik an der Westfälischen Wilhelms-Universität Münster. Von 1991 bis 1995 war sie wissenschaftliche Mitarbeiterin der KZ-Gedenkstätte Neuengamme. Im Jahr 1998 wurde sie an der Universität Hamburg promoviert. Das Thema ihrer Arbeit lautete Erinnerungsmuster. Zur Methodik lebensgeschichtlicher Interviews mit Überlebenden der Konzentrations- und Vernichtungslager. Danach war Jureit zunächst als Postdoktorandin an der Universität Bielefeld tätig und betreute dann ein Forschungsprojekt im Rahmen des Hochschulsonderprogramms an der Universität Hamburg. Sie war Mitarbeiterin am Hamburger Institut für Sozialforschung und ist seit 2004 Gastwissenschaftlerin der Hamburger Stiftung zur Förderung von Wissenschaft und Kultur.
Jureit war maßgeblich an der sogenannten Zweiten Wehrmachtsausstellung beteiligt, in der Verbrechen der Wehrmacht während des Zweiten Weltkrieges thematisiert wurden. Die Ausstellung wurde in den Jahren 2001 bis 2004 präsentiert. Sie unterschied sich stark von der ersten Version, die in der deutschen Öffentlichkeit äußerst kontrovers diskutiert worden war.

## Veröffentlichungen (Auswahl)
Monografien
- Magie des Authentischen. Das Nachleben von Krieg und Gewalt im Reenactment. Wallstein, Göttingen 2020.
- Das Ordnen von Räumen. Territorium und Lebensraum im 19. und 20. Jahrhundert. Hamburger Edition, Hamburg 2012.[3]
- Generationenforschung. Vandenhoeck & Ruprecht, Göttingen 2006.
- Erinnerungsmuster. Zur Methodik lebensgeschichtlicher Interviews mit Überlebenden der Konzentrations- und Vernichtungslager. Ergebnisse Verlag, Hamburg 1999.
- Erziehen, Strafen, Vernichten. Jugendkriminalität und Jugendstrafrecht im Nationalsozialismus. Waxmann, Münster/New York 1995.

Herausgeberschaften
- mit Patricia Chiantera-Stutte: Denken im Raum. Friedrich Ratzel als Schlüsselfigur geopolitischer Theoriebildung. Nomos, Baden-Baden 2021, ISBN 978-3-8487-8045-7.
- mit Nikola Tietze: Postsouveräne Territorialität. Die Europäische Union und ihr Raum. Hamburger Edition, Hamburg 2015, ISBN 978-3-86854-287-5.
- mit Margrit Frölich und Christian Schneider: Das Unbehagen an der Erinnerung – Wandlungsprozesse im Gedenken an den Holocaust. Frankfurt am Main 2012.
- mit dem Hamburger Institut für Sozialforschung: Verbrechen der Wehrmacht. Dimensionen des Vernichtungskrieges 1941–1944. Ausstellungskatalog, Konzeption: Jan Philipp Reemtsma, Ulrike Jureit; Gesamtredaktion: Ulrike Jureit. Hamburg 2002.

Aufsätze
- Hoffnung auf Erfolg. Akteurszentrierte Handlungskonzepte in der Migrations- und Flüchtlingsforschung. In: Zeithistorische Forschungen 15 (2018), S. 509–522.
- Das Leben wird vorwärts gelebt und rückwärts verstanden – mündlich erfragte Fallgeschichten als Quellen historischer Forschung. In: Susanne Düwell, Nicolas Pethes (Hrsg.): Fall – Fallgeschichte – Fallstudie. Theorie und Geschichte einer Wissensform. Frankfurt am Main u. a. 2014, S. 227–241.
- In dubio contra reum? Über den Wunsch nach historischer Eindeutigkeit. In: Musik & Ästhetik. Jg. 17, Nr. 67, 2013, S. 9–21.
- Autobiographien. Rückfragen an ein gelebtes Leben. In: Martin Sabrow (Hrsg.): Autobiographische Aufarbeitung. Diktatur und Lebensgeschichte im 20. Jahrhundert. Leipzig 2012, S. 149–157.
- Generation, Generationalität, Generationenforschung, Version 2.0. In: Docupedia-Zeitgeschichte, veröffentlicht am 3. August 2017.
- Konstruktion und Sinn. Methodische Überlegungen zu biographischen Sinnkonstruktionen. Oldenburg 1998 (PDF; 254 kB).